# Бурая майна
Бурая ма́йна (лат. Acridotheres fuscus) — певчая птица семейства скворцовых.

## Описание
Бурая майна достигает длины 23 см и имеет серое оперение. Глаза бледные, жёлтые или синие в зависимости от популяции, а основание оранжево-жёлтого клюва тёмное. На лбу у основания клюва находится пучок перьев. Обитает вблизи водоёмов или на рисовых полях. Это всеядное животное, которое питается фруктами, зёрнами и насекомыми. Бурую майну охотно содержат как комнатную птицу.

## Распространение
Бурая майна распространена в тропической Азии от Индии до Индонезии.
Обычно встречаются в лесах и сельскохозяйственных угодьях, а также часто недалеко от открытых водоёмов.